# Vaksala Nya tegelbruk
Vaksala Nya tegelbruk var ett tegelbruk i Uppsala, anlagt omkring år 1880. Bruket tillverkade murtegel, taktegel och radialtegel. Årsproduktionen var mellan 1,5 och 2,5 miljoner tegel. 
Bruket lades ner 1958 på grund av brist på lera. Bruket flyttades till Vaksala-Eke och lades ner år 1966. År 1937 tillverkades 1,6 miljoner lättmurtegel i formatet 250x120x75 mm, 100 000 enkupiga taktegel, 400 000 tvåkupiga taktegel och 300 000 tegelrör.